# Młyn w Kępowiźnie
Młyn w Kępowiźnie – zabytkowy drewniany młyn wodno-elektryczny nad Wartą, wybudowany w 1914 r., znajdujący się w Kępowiźnie, w gminie Pątnów, w województwie łódzkim.

## Historia młyna
Według tradycji lokalnej młyn na Warcie w tej lokalizacji istniał od niepamiętnych czasów. Obecny młyn został wzniesiony w 1914 r. przez Tomasza Wcisłę w miejscu po poprzednio istniejącym młynie. W 1919 r. przeszedł przebudowę. Posiadał koło podsiębierne, drewniane zastawki, upust, dwie pary kamieni francuskich, śrutownik i żubrownik. W 1937 r. zainstalowano turbinę wodną. Młyn był czynny do 1940 r., kiedy na skutek decyzji władz niemieckich przerwał pracę, po czym został częściowo zdemontowany i rozgrabiony. W 1948 r. wznowił pracę, a 1950 r. został upaństwowiony. W 1965 r. został zelektryfikowany, czego skutkiem było postępujące zaniedbanie urządzeń wodnych. W 1997 r. został uszkodzony przez powódź. 
Młyn jest wpisany do rejestru zabytków (nr rej.: 345 z 6.10.1986 r.). Zachowały się elementy dawnego napędu wodnego, turbina wodna i maszyny młyńskie z 1948 r. Budynek reprezentuje konstrukcję częściowo sumikowo-łątkową, częściowo wieńcową (parter) oraz częściowo belkowo-ramową (piętro). Posiada dach dwuspadowy kryty papą. Znajduje się na terenie Załęczańskiego Parku Krajobrazowego. W sąsiedztwie młyna przebiega Szlak Jury Wieluńskiej.